# Neomyia nitelivirida
Neomyia nitelivirida är en tvåvingeart som beskrevs av Feng 2000. Neomyia nitelivirida ingår i släktet Neomyia och familjen husflugor.
Artens utbredningsområde är Sichuan (Kina). Inga underarter finns listade i Catalogue of Life.